# Lijst van voetbalinterlands Bahama's - Kaaimaneilanden
Deze lijst van voetbalinterlands is een overzicht van alle officiële voetbalwedstrijden tussen de nationale teams van de Bahama's en de Kaaimaneilanden. De landen speelden tot op heden drie keer tegen elkaar. De eerste ontmoeting, een kwalificatiewedstrijd voor de Caribbean Cup 1999, werd gespeeld in Devonshire (Bermuda) op 9 mei 1999. Het laatste duel, een kwalificatiewedstrijd voor de Caribbean Cup 2007, vond plaats op 2 september 2006 in Havana (Cuba).

## Wedstrijden
| № | Plaats      | Datum             | Competitie                      | Wedstrijd              | Uitslag |
| - | ----------- | ----------------- | ------------------------------- | ---------------------- | ------- |
| 1 | Devonshire  | 9 mei 1999        | Caribbean Cup 1999 kwalificatie | Kaaimaneil. – Bahama's | 1 – 4   |
| 2 | George Town | 22 september 1999 | Vriendschappelijk               | Kaaimaneil. – Bahama's | 4 – 0   |
| 3 | Havana      | 2 september 2006  | Caribbean Cup 2007 kwalificatie | Bahama's − Kaaimaneil. | 3 − 1   |

## Samenvatting
| Competitie                 | Totaal gespeeld | Winst Bahama's | Gelijk | Winst Kaaimaneil. | Doelsaldo Bahama's – Kaaimaneil. |
| -------------------------- | --------------- | -------------- | ------ | ----------------- | -------------------------------- |
| Caribbean Cup-kwalificatie | 2               | 2              | 0      | 0                 | 7 − 2                            |
| Vriendschappelijk          | 1               | 0              | 0      | 1                 | 0 − 4                            |
| Totaal                     | 1               | 0              | 0      | 1                 | 7 − 6                            |

Wedstrijden bepaald door strafschoppen worden, in lijn met de FIFA, als een gelijkspel gerekend.